# Стережись! Змії!
«Стережись! Змії!» — радянський двосерійний детективний художній фільм, знятий у 1979 році режисером Загідом Сабітовим.

## Сюжет
Фільм розповідає про важку і небезпечну роботу слідчого. Досвідчений працівник розшуку зуміє розплутати важку справу і викрити винуватців злочину. Недалеко від селища розташована стародавня фортеця, що носить назву Кара-Таїр. Вона є обителлю тиші, всіляких таємниць і безлічі змій. Ніхто не порушує її спокій, крім однієї людини — змієлови Мірзаєва. Але саме туди, в фортецю Кара-Таїр, тягнуться нитки злочину. Ранкове селище стривожене чутками: в прибережних очеретах знайдений труп директора місцевої школи Григор'єва. Починається ланцюг загадок, як в хорошому детективі. Сюжет стрімко обростає все новими зловісними подробицями. У вечірніх сутінках фортеця здається ще небезпечніше. Юнак і дівчина йдуть по її підземеллях, висвітлюючи стіни ліхтариком, — вони хочуть самі розкрити таємницю…

## У ролях
- Пулат Саїдкасимов — Ніязов, капітан міліції
- Юрій Пузирьов — Щербаков, майор, слідчий
- Мурад Раджабов — епізод
- Хамза Умаров — Кудрат Мірзаєв, змієлов, злодій
- Туган Реджиметов — Шараф Ніязов
- Айгюль Ісмаїлова — Айша
- Джахонгір Файзієв — Ергаш
- Набі Рахімов — Хамракул
- Назім Туляходжаєв — Джуманіяз
- Аїда Юнусова — Халіма
- Альміра Ісмаїлова — студентка
- Джанік Файзієв — Ергаш Сулейманов, онук Хамракула

## Знімальна група
- Автор сценарію: Андрій Тарковський
- Режисер: Загід Сабітов
- Оператори:
  - Тимур Каюмов
  - Хатам Файзієв
- Художники:
  - Вадим Добрін
  - Садир Зіямухамедов
- Композитор: Руміль Вільданов
- Директор картини: Андрій Тарковський